# 赵公武故居武颂庐
赵公武故居武颂庐，位于中国广东省梅州市大埔县高陂镇古野村，为梅州市大埔县的一个县级文物保护单位，类型为近现代重要史迹及代表性建筑，公布时间为2005年。
赵公武故居武颂庐的历史年代为民国三十六年（1947）。